# Route nationale 126 (Italie)
Pour les articles homonymes, voir Route nationale 126.
La route nationale 126 (SS 126, Strada statale 126 ou Strada statale "Settentrionale Sarda") est une route nationale d'Italie, située en Sardaigne, elle relie Sant'Antioco à Marrubiu sur une longueur de 118,845 km.

## Parcours

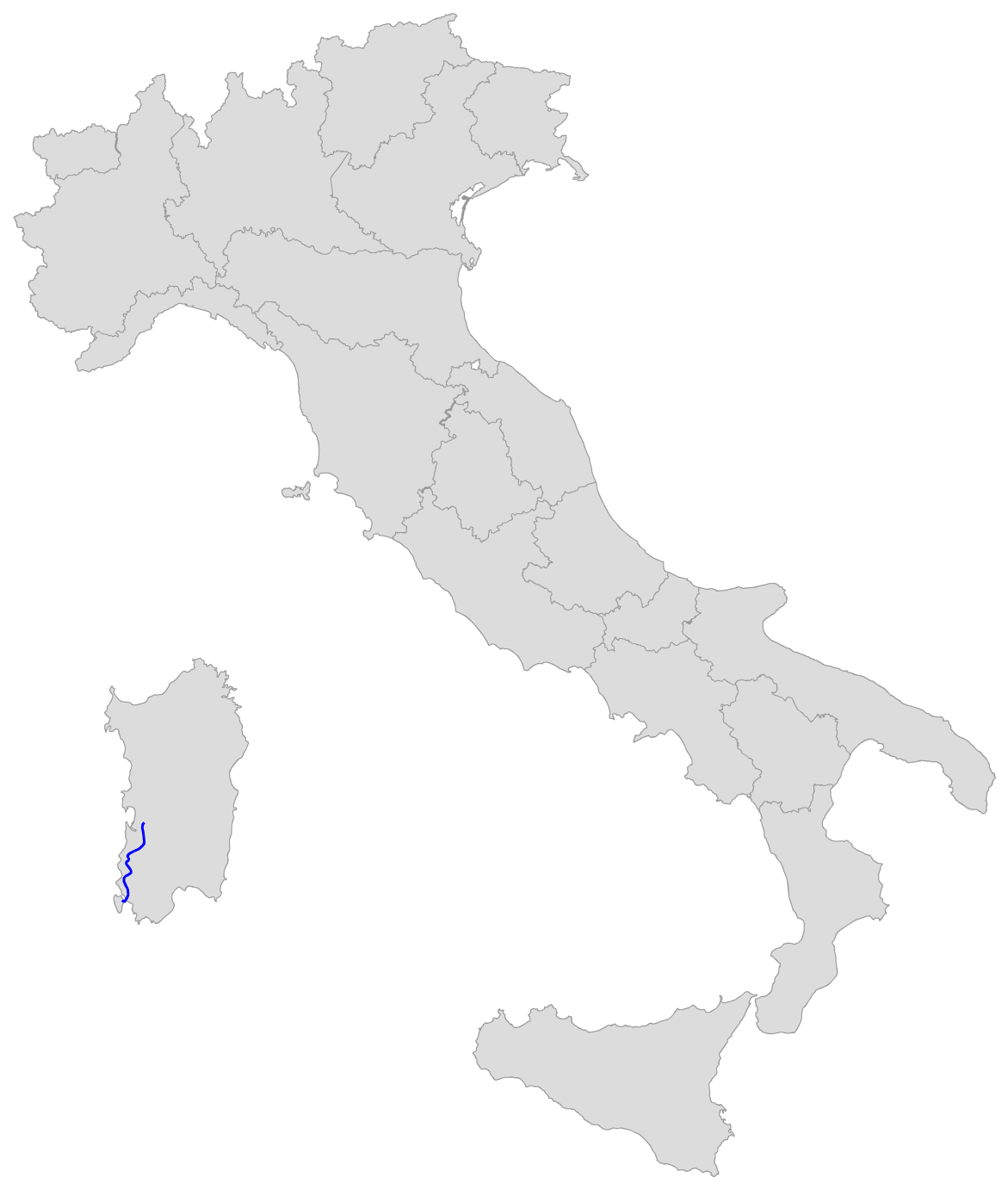
Parcours de la SS 126.